# Institut d'études politiques de Saint-Germain-en-Laye
Pour l'IEP se situant dans un autre Saint-Germain, voir Institut d'études politiques de Paris.
L'institut d’études politiques de Saint-Germain-en-Laye, plus connu sous la dénomination « Sciences Po Saint-Germain », est un établissement français public d'enseignement supérieur créé en 2013, situé à Saint-Germain-en-Laye, reposant sur un accord entre l'université de Versailles Saint-Quentin-en-Yvelines et CY Cergy Paris Université.
C'est le dixième des onze instituts d'études politiques (IEP) de France et il fait à ce titre partie des grandes écoles. Il est membre du réseau des IEP de région composé depuis 2008 des établissements d'Aix, Lille, Lyon, Rennes, Strasbourg et Toulouse. Ce réseau organise chaque année un concours commun. 
L’IEP de St Germain cohabite, sur le site de la rue Pasteur de Saint-Germain-en-Laye, avec l’École supérieure du professorat et de l'éducation (ESPE) de l’académie de Versailles (ex-école normale).

## Histoire

### Création
Initialement, le projet était soutenu par les deux universités de Cergy et de Versailles Saint-Quentin au sein du PRES Paris Grand Ouest.
L'établissement est créé par arrêté du 25 juillet 2013. C'est un institut interne de l'université de Cergy-Pontoise (même statut administratif que l'Institut d'études politiques de Strasbourg), avec un accord-cadre entre les deux universités qui prévoit une participation équilibrée en termes de budget, personnel administratif et enseignants-chercheurs ,. Du fait de sa localisation, sa dénomination est « Sciences Po Saint-Germain-en-Laye ».
L'établissement s'installe au no 5 rue Pasteur, dans les bâtiments de l'ancienne École normale d'institutrices construits sous la IIIe République, en 1911, grâce au maire Léon Désoyer, qui offre le terrain et avance 60 000 francs. L'architecte est Albert Petit. Le site comprend quatre bâtiments en brique rouge et meulière (trois internats et un pavillon pour les cours), un jardin, une roseraie, et accueille à ses débuts 105 élèves. L'inauguration a lieu le 9 novembre 1913, en présence du ministre de l'Instruction publique Louis Barthou. En 1933, un nouvel internat est construit. Sous l'Occupation, un état-major allemand s'installe dans l'école et les murs sont repeints en gris pour tromper les avions alliés ; ils garderont cette couleur jusqu'à la rénovation de 1979. En 1972, l'école devient mixte. En 1991, elle devient un IUFM, géré par l'université de Cergy-Pontoise ; l'internat finit par disparaître. En 2011, entre 150 et 200 étudiants fréquentent l'IUFM, devenu ESPE en 2013 puis INSPE en 2019.

## Admission
Le concours d’entrée en première année est commun aux 7 Sciences Po du Réseau ScPo : Sciences Po Aix-en-Provence, Lille, Lyon, Rennes, Saint-Germain-en-Laye, Strasbourg et Toulouse. Il permet de postuler en même temps aux sept Sciences Po. Un nombre total d'environ 1000 à 1100 places est proposé. 
Il existe une procédure d'admission parallèle, sous condition de mention TB au baccalauréat.
L'accès à Sciences Po Saint-Germain-en-Laye est également accessible en 4e année par une procédure de sélection sur dossier puis entretien. Les lauréats ont accès à l'une des spécialités de 4e année au même titre que les étudiants entrés en 1e année.
Une formule intermédiaire, originale, permet aux étudiants n'ayant que 120 ECTS ou, bien qu'ayant acquis 180 ECTS, manquent de formation dans certains domaines du cursus Sciences Po ou bien n'ont pas d'expérience à l'international, d'intégrer une année intermédiaire, baptisée Année Préparatoire Intégrée (API). L'année consiste en un semestre de cours en vue de compléter leur profil, suivi d'un semestre à l'international, dans l'une des universités étrangères partenaires de Sciences Po Saint-Germain-en-Laye.
En 2022, Sciences Po Saint-Germain-en-Laye dispose d'un taux de sélectivité de 13,8 %.

## Démocratisation
Comme la plupart des grandes écoles, Sciences Po Saint-Germain-en-Laye s'est employé à faciliter la mixité sociale et la diversité de ses promotions. Un programme commun au Réseau ScPo est décliné localement, en partenariat avec plus de 30 lycées de la région parisienne, en vue d'informer tous les élèves, de lutter contre l'autocensure, et d'aider concrètement ceux qui en ont le plus besoin à préparer le concours, par des cours en ligne, un encadrement dans leur établissement, des entraînements, ainsi qu'une semaine de préparation intensive à l'Institut pendant les vacances d'hiver.
Les boursiers intégrant Sciences Po Saint-Germain-en-Laye sont dispensés de droits d'inscriptions.

## Scolarité

### Premier cycle
L'IEP propose une formation en 5 ans : deux premières années généralistes (histoire, économie, science politique, droit, langues, histoire des idées politiques, séminaires d'ouverture en 2e année, projets collectifs encadrés), une troisième année à l’international, et deux dernières années de spécialisation, puis de professionnalisation.

### Master 1 (quatrième année)
Les deux dernières années sont professionnalisantes et préparent à un double diplôme. Dès la 4e année, les étudiants s’orientent vers une spécialisation : métiers de l’Europe et de l’international ; métiers de la communication et de la culture ; métiers du secteur public et de la gouvernance territoriale ; métiers de l’économie, de la gestion et de la finance. La 4e année se termine par un stage professionnel obligatoire de 4 à 6 mois.

### Master 2 (cinquième année)
La 5e année se compose d'enseignements à l’IEP et de la préparation d'un Grand Oral, ainsi que des cours de masters 2 à choisir parmi les masters proposés par les universités fondatrices Cergy-Pontoise (UCP) et Versailles Saint-Quentin-en-Yvelines (UVSQ). Un partenariat est également établi avec de grandes écoles partenaires, offrant la possibilité d'un diplôme dans les deux établissements. 
Parallèlement au cursus en 5 ans, les étudiants de second cycle peuvent suivre une préparation aux concours d'entrée dans les écoles de journalisme. L'I-EPrépa, propose des enseignements et entrainements à distance et en présentiel préparant aux grands concours de la haute fonction publique.

## Recherche

### Trois laboratoires
Les acteurs de la recherche mobilisés sont :
- le CESDIP (Centre de recherches sociologiques sur le droit et les institutions pénales, UMR 8183, CNRS/UVSQ/CYU/ministère de la Justice)
- le THEMA (Théories économiques, modélisations, applications, UMR 8184, CNRS/CYU)
- le PRINTEMPS (Professions, institutions, temporalités, UMR 8085, CNRS /UVSQ)

## Vie associative
L'Institut d'études politiques laisse le jeudi après-midi libre de cours pour permettre son dévouement à des activités culturelles et sportives. 
La vie associative de l'institut d'études politiques de Saint-Germain-en-Laye s'organise en différents pôles et différentes associations, que ce soit au niveau de la vie étudiante, culturelle, artistique, sportive ou humanitaire[source secondaire souhaitée].

## Identité visuelle
L'Institut d'études politiques possède une mascotte, choisie par les étudiants : le loup. Il est possible de retrouver cet animal sur les logos des différentes associations étudiantes de l'IEP (sportives, culturelles...). Il symbolise : la liberté, la solidarité et la combativité.
Le 14 décembre 2019, le logo de l'Institut devient un cèdre stylisé, en référence aux deux cèdres centenaires situés au milieu du campus ; c'est la graphiste Sandrine Nugue qui réalise l'identité visuelle.